# Château de la Berchère
Ne pas confondre avec le château de la Berchère à Thoisy-la-Berchère, également en Côte-d'Or.
Le château de la Berchère est un château du XVIIe siècle construit sur une base antérieure du XVe siècle situé à  Boncourt-le-Bois en Côte-d'Or, en Bourgogne-Franche-Comté.

## Localisation
Le château se situe au nord de la RD 116 sensiblement à mi-chemin entre Nuits-Saint-Georges et Boncourt-le-Bois.

## Historique
En janvier 1245, Gui de la Berchère reçoit en fief lige du duc "la maison, droits et contrôle du village. La maison seigneuriale appartient au milieu du XVe siècle à Jean Legoux, échevin, originaire de Nuits-Saint-Georges. En 1597, les terres et seigneuries de Boncourt-le-Bois et la Berchère reviennent à Jean-Baptiste Legoux. 
En 1634, Pierre Legault, premier président du Parlement de Bourgogne, fait reconstruire le château et la chapelle. Seuls la tour sud-est, un bel escalier en vis et des vestiges témoignent d'un bâtiment médiéval.
En 1738, La Berchère est vendue à la famille Joly de Bévy[réf. souhaitée]. 
En 1904 le château de la Berchère est acheté à la famille Quirot de Poligny (propriétaire de 1836 à 1904) par le comte Antoine de la Forest Divonne (Petit Fils de Louis Marie François de la Forest Divonne, pair de France) et son épouse Suzanne Bertera (Fille d’André Bertera). 
Deux des 4 enfants du couple, Berlion en 1905 (décédé à la Berchère la même année) et Guy 1906 sont nés au Château.
Le comte de la Forest Divonne entreprend de gros travaux de restauration à la Berchère entre 1905 et 1906 afin de lui donner la forme qu'on lui connaît actuellement. L’aile Ouest, détruire par les Prussiens, est reconstruite et certains bâtiments sont démolis (Communs, ailes Est et écuries)
Il fait également graver, à cette occasion, les armes de sa famille avec la devise « tout à Travers »  au-dessus du porche d’entrée. Armes que l’on peut encore voir actuellement, bien que la devise ait été supprimées lors de la dernière restauration (2016 environ).
Le comte Antoine de la Forest Divonne en reste propriétaire jusqu’en 1924. Le Château est ensuite vendu à Henri Massart. Sa famille en restera propritétaire jusqu’en 2015.
Le château est inscrit aux monuments historiques par arrêtés du 12 juillet 1946 et du 30 avril 1999

## Architecture
Sur un terre-plein rectangulaire entouré de douves, le bâtiment central présente une façade sud en maçonnerie encadrée à gauche par une tourelle ronde et à droite par une tour en fer à cheval dans le prolongement de l'aile orientale. Le corps de logis principal s'ouvre en son centre d'une porte charretière avec porte piétonne à droite et canonnière à gauche. Ce bâtiment est complété par deux ailes en retour d'angle qui ferment la moitié septentrionale de la plate-forme. L'aile orientale présente un luxueux décor renaissance côté cour ; elle est flanquée au sud par la tour en fer à cheval déjà citée et au nord par une tour rectangulaire à deux étages abritant un escalier en vis. Les fenêtres à accolades qui ornent ces bâtiments sont du XIXe siècle. L'aile occidentale est de facture plus simple. Les moitiés nord des côtés est et ouest ainsi que la base nord étaient fermées en 1828 par des bâtiments qui ont été remplacés par un mur de courtine. Les trois tours rondes des angles nord-est, nord-ouest et sud-ouest sont garnies chacune de trois canonnières. La plate-forme est encore entourée sur trois côtés d'un fossé qui pouvait être mis en eau mais le fossé nord a été comblé et le l'ancien pont-levis a été remplacé pas un massif de maçonnerie qui fait suite au pont dormant à deux arches[réf. souhaitée].
Les façades et toitures des bâtiments est et sud, le terre-plein et les douves sont inscrits aux monuments historiques par arrêté du 12 juillet 1946 ; l'aile est, y compris la galerie Renaissance du rez-de-chaussée et la tour sud, y compris le décor de la chapelle par arrêté du 30 avril 1999

## Mobilier
La galerie du rez-de-chaussée possède un plafond en pierre partiellement décoré de caissons sculptés et la tour sud des ouvertures gothiques. A l'intérieur, une chapelle décorée de stucs a été aménagée au XVIIIe siècle[réf. souhaitée].

## Valorisation du patrimoine
Le château est un hôtel de qualité.